# John Newmark
John Newmark, geboren als Hans Joseph Neumark (* 12. Juni 1904 in Bremen; † 14. Oktober 1991 in Montreal) war ein deutsch-kanadischer Pianist.

## Leben
Neumark studierte von 1912 bis 1919 bei Karl Boerner in Bremen und von 1920 bis 1921 bei Anni Eisele in Leipzig Klavier. Siebzehnjährig spielte er in Berlin vor Coenraad V. Bos, der ihm eine glänzende Zukunft vorhersagte. Zunächst begann er jedoch auf Wunsch seines Vaters ein Studium der Malerei in Dresden. Dort lernte er 1925 den Geiger Szymon Goldberg kennen, mit dem er Konzerte gab. 1929 kehrte er nach Bremen zurück und gründete dort mit dem Cellisten August Wenziger die Gesellschaft Neue Kammermusik Bremen. Von 1930 bis 1933 war er Direktor der Musikprogramme bei Radio Bremen. Da er wegen des Arierparagraphens ab 1933 nicht mehr öffentlich in Deutschland auftreten durfte, tourte er bis 1936 mit Goldberg durch Spanien.
1939 emigrierte Newmark nach London, wo er u. a. Konzerte mit Emmy Heim und Max Rostal gab. Als feindlicher Ausländer wurde er 1940 auf der Isle of Man, später in Kanada interniert. Ab 1942 studierte er Dirigieren bei Ettore Mazzoleni in Toronto. Die Sängerin Frances James engagierte ihn 1943 als Klavierbegleiter für eine Tournee durch Kanada.
Ab 1944 lebte Newmark in Montreal. Noch im gleichen Jahr spielte er im Rundfunk der CBC mit Alexander Brott und Roland Leduc sämtliche Klaviertrios Ludwig van Beethovens, im Folgejahr mit Noël Brunet 19 Violinsonaten von Mozart. Mit Marie-Thérèse Paquin spielte er 1946 Originalkompositionen für Klavier zu vier Händen.
1949 gab Newmark mit Goldberg Konzerte in Südamerika und begleitete die Sängerin Kathleen Ferrier auf zwei Nordamerikatourneen. Mit dieser nahm er 1950 bei Decca Records Liedzyklen von Robert Schumann und Johannes Brahms auf; die Aufnahme von Brahms’ Vier ernste Gesänge gewann 1952 den Grand Prix du Disque. Im Jahr 1953 begann seine langjährige Zusammenarbeit mit Maureen Forrester. Insgesamt begleitete Newmark in seiner Laufbahn mehr als 200 kanadische und internationale Musiker. Von 1972 bis 1975 war er musikalischer Berater der Opéra du Québec.
In späteren Jahren griff Newmark auch auf seine Ausbildung als Maler zurück und hatte Ausstellungen im Montreal Museum of Fine Arts (1962), im Mansfield Book Mart in Montreal (1963) und im Le Bouquinier in Quebec City. 1975 vollendete er seine Memoiren, aus denen er 1979 in der Rundfunkserie An Accompanist's ABC der CBC vorlas. Der Sender würdigte ihn 1982 in einer einstündigen Dokumentarsendung. 1973 wurde er zum Officer des Order of Canada ernannt, 1979 erhielt er die Canadian Music Council Medal und 1988 den Prix Denise-Pelletier der Regierung von Ontario.